# Ignaz von Jaumann

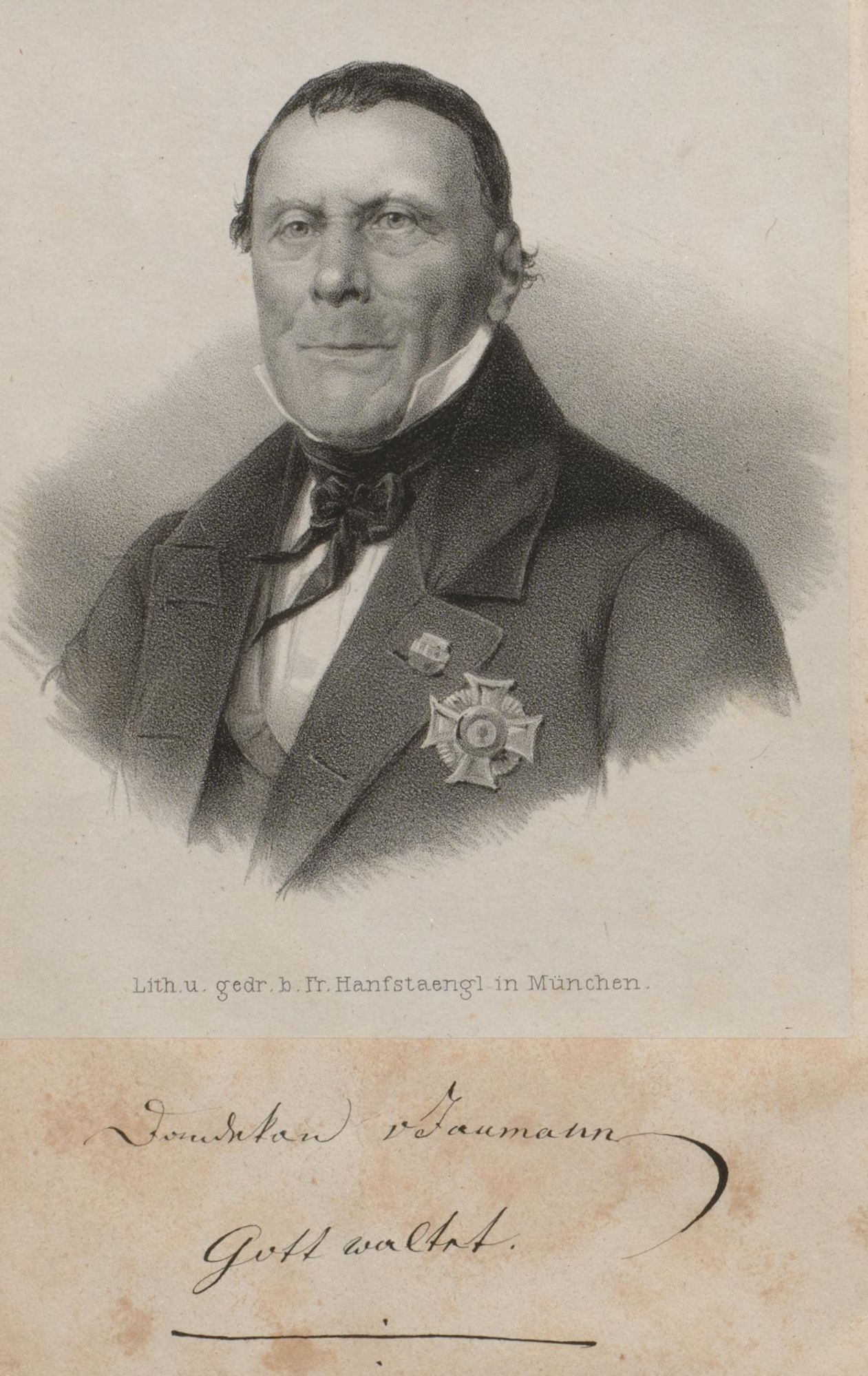
Ignaz von Jaumann, Lithographie von Franz Hanfstaengl

Franz Ignaz Jaumann, ab 1828 von Jaumann, (* 26. Januar 1778 in Wallerstein; † 12. Januar 1862 in Rottenburg am Neckar) war Domkapitular im Bistum Rottenburg, Altertumsforscher und Politiker. 

## Leben
Jaumann, Sohn eines Bäckermeisters, ging auf die Lateinschule in Wallerstein und verkehrte aufgrund seiner musikalischen Begabung regelmäßig am Hof der Fürsten von Oettingen-Wallerstein. Unter Anleitung eines Bruders, eines Chorvikars am Dom in Augsburg, setzte er seine Studien dort fort, ging anschließend an das Priesterseminar Pfaffenhausen und erhielt 1801 die Priesterweihe. Es folgte das Vikariat in Marktoffingen und Minderoffingen sowie von 1803 bis 1805 der Dienst als Schlosskaplan in Schwendi.
Jaumann war ab 1805 Pfarrer in Großschafhausen, ab 1811 zudem Schulinspektor. 1814 wurde er zum Dekan und Stadtpfarrer von Rottenburg am Neckar ernannt. Er war dort an der Reorganisation des städtischen Schulwesens und an der Bekämpfung der Hungersnot von 1817 federführend beteiligt, außerdem hatte er großen Anteil an der Verlegung des katholischen Generalvikariats und des Priesterseminars von Ellwangen (Jagst) nach Rottenburg, wofür er im Dezember 1817 zum Generalvikariatsrat ernannt wurde. Von 1818 bis 1821 war er zudem Berater des Ministers im Departement für das Kirchen- und Schulwesen Karl August von Wangenheim.
Nach der Gründung des Bistums Rottenburg 1828 wurde Jaumann zum Domdekan ernannt und damit Vorsitzender des Domkapitels. Bereits ab 1826 bis 1849 war er Mitglied der Zweiten Kammer des Württembergischen Landtags, als Abgeordneter des Domkapitels. Von 1845 bis 1848 leitete Jaumann nach dem Tode des Bischofs Johann Baptist von Keller als Kapitularvikar das Bistum.
1850 unternahm er eine Reise nach London und Paris und beschrieb dieselbe in einem Buch. Bei der Feier seines Goldenen Priesterjubiläums 1851 wurde ihm, neben diversen Ehrungen, von der Universität Tübingen der Akademische Grad eines Doctor iuris canonici verliehen.

## Ehrungen
- 1828 Ritter des Ordens der Württembergischen Krone, verbunden mit der Nobilitierung[1]
- 1838 Kommentur des Ordens der Württembergischen Krone[2]
- 1851 Großkreuz des Friedrichsordens
- 1851 Ehrenbürger der Stadt Rottenburg am Neckar

## Politisches Engagement
Jaumann trug maßgeblich zur friedlichen Weiterbildung der katholischen Kirchenverhältnisse im Königreich Württemberg bei, insbesondere beim Kirchenstreit von 1841 bewährte sich seine Besonnenheit. Häufig war er bemüht von seinem Bischof aufgeworfene Wogen zu glätten. Auch hatte er große Verdienste um die Einrichtung des Museums der bildenden Künste Stuttgart. Dabei wurde besonders durch seine Bemühung das Lapidarium, eine von Herzog Ludwig von Württemberg gegründete Sammlung von in Württemberg gefundenen römischen Bild- und Inschriftsteinen, dort mit untergebracht.

## Archäologisches Engagement
Jaumann war um die Altertumsforschung im Bereich Rottenburg bemüht und gehörte zu den Initiatoren und Gründern des Sülchgauer Altertumsverein 1852. Er begann 1820, die in Rottenburg zu Tage kommenden römischen Altertümer zu sammeln, indem er zufälligen Funde, aber auch Funde aus kleinen Ausgrabungen, welche er auf eigene Kosten machen ließ, zusammentrug. Durch die Präsentation seiner Sammlung und die regelmäßige Veröffentlichung von Fundberichten erwarb er sich in Süddeutschland den Ruf eines reputablen Archäologen. Es kam zu diversen weiteren Veröffentlichungen seiner Forschungen. Theodor Mommsen äußerte 1852 Bedenken hinsichtlich der Echtheit diverser Stücke in Jaumanns Sammlung. Bei der fünften Versammlung der deutschen Geschichts- und Alterthumsforscher in Ulm 1855 wurden schließlich durch eine dafür eingesetzte Kommission 15 Stempel nebst sämtlichen auf, tatsächlich echten, Gefäßscheiben eingeritzten Inschriften für unecht erklärt, wobei ihm diese Fundstücke wohl zugetragen wurden. Seine Sammlung mit wertvollen römischen Bild- und Inschriftsteinen vermachte er der Staatssammlung für vaterländische Kunst- und Altertumsdenkmale in Stuttgart.

## Veröffentlichungen (Auswahl)
- Geschichte einer Gemäldesammlung. Weiß, München 1855.
- Reise nach London und Paris im Jahre 1850. Landherr, Heilbronn, Leipzig 1851 (Digitalisat).
- Zusammenstellung der zu Rottenburg am Neckar aufgefundenen römischen Inschriften. In: Jahrbücher des Vereins von Alterthumsfreunden im Rheinlande, Bd. 15 (1850), S. 53–84 (Digitalisat).
- Colonia Sumlocenne. Rottenburg a.N. unter den Römern. Mit Rücksicht auf das Zehentland und Germanien überhaupt. Ein antiquarisch-topographischer Versuch. Cotta, Tübingen, Stuttgart 1840 (Digitalisat).
- Größerer Katechismus der christkatholischen Lehre. Fues, Tübingen 1834 (2. Auflage 1838).
- Kleinerer Katechismus der christkatholischen Lehre. Tübingen 1834 (3. Auflage 1838).
- zusammen mit Karl Marcell Heigelin: Über die Erbauung einer neuen Cathedralkirche zu Rottenburg. Eifert, Tübingen [ca. 1828]
- Die Vereinigung des Adels und der Gemeinen in einer Kammer. In: Für und Wider, Stuttgart und Tübingen 1817, S. 33–70.